# Devay
Devay és un municipi francès, situat al departament del Nièvre i a la regió de Borgonya - Franc Comtat. L'any 2007 tenia 477 habitants.

## Demografia

### Població
El 2007 la població de fet de Devay era de 477 persones. Hi havia 176 famílies, de les quals 44 eren unipersonals (24 homes vivint sols i 20 dones vivint soles), 56 parelles sense fills, 60 parelles amb fills i 16 famílies monoparentals amb fills.
La població ha evolucionat segons el següent gràfic:
Habitants censats

### Habitatges
El 2007 hi havia 229 habitatges, 196 eren l'habitatge principal de la família, 26 eren segones residències i 7 estaven desocupats. 227 eren cases i 1 era un apartament. Dels 196 habitatges principals, 173 estaven ocupats pels seus propietaris, 21 estaven llogats i ocupats pels llogaters i 2 estaven cedits a títol gratuït; 2 tenien una cambra, 7 en tenien dues, 32 en tenien tres, 57 en tenien quatre i 98 en tenien cinc o més. 164 habitatges disposaven pel capbaix d'una plaça de pàrquing. A 77 habitatges hi havia un automòbil i a 99 n'hi havia dos o més.

### Piràmide de població
La piràmide de població per edats i sexe el 2009 era:
| Homes | Edats   | Dones |
| ----- | ------- | ----- |
| 0     | 95 o +  | 0     |
| 0     | 90 a 94 | 0     |
| 0     | 85 a 89 | 4     |
| 4     | 80 a 84 | 8     |
| 16    | 75 a 79 | 12    |
| 4     | 70 a 74 | 20    |
| 0     | 65 a 69 | 12    |
| 20    | 60 a 64 | 16    |
| 20    | 55 a 59 | 8     |
| 8     | 50 a 54 | 24    |
| 12    | 45 a 49 | 12    |
| 28    | 40 a 44 | 16    |
| 12    | 35 a 39 | 8     |
| 4     | 30 a 34 | 0     |
| 12    | 25 a 29 | 12    |
| 21    | 20 a 24 | 12    |
| 8     | 15 a 19 | 0     |
| 20    | 10 a 14 | 4     |
| 8     | 5 a 9   | 4     |
| 12    | 0 a 4   | 8     |

## Economia
El 2007 la població en edat de treballar era de 290 persones, 205 eren actives i 85 eren inactives. De les 205 persones actives 184 estaven ocupades (111 homes i 73 dones) i 21 estaven aturades (5 homes i 16 dones). De les 85 persones inactives 39 estaven jubilades, 14 estaven estudiant i 32 estaven classificades com a «altres inactius».

### Ingressos
El 2009 a Devay hi havia 203 unitats fiscals que integraven 503 persones, la mediana anual d'ingressos fiscals per persona era de 18.422 €.

### Activitats econòmiques
Dels 10 establiments que hi havia el 2007, 3 eren d'empreses de construcció, 2 d'empreses de comerç i reparació d'automòbils, 1 d'una empresa de transport, 2 d'empreses d'hostatgeria i restauració i 2 d'empreses de serveis.
Dels 5 establiments de servei als particulars que hi havia el 2009, 1 era un taller de reparació d'automòbils i de material agrícola, 1 guixaire pintor, 1 lampisteria, 1 electricista i 1 restaurant.
L'any 2000 a Devay hi havia 16 explotacions agrícoles que ocupaven un total de 2.072 hectàrees.

## Equipaments sanitaris i escolars
El 2009 hi havia una escola elemental.

## Poblacions més properes
El següent diagrama mostra les poblacions més properes.